# Viola mucronulifera
Viola mucronulifera är en violväxtart som beskrevs av Hand.-mazz.. Viola mucronulifera ingår i släktet violer, och familjen violväxter. Inga underarter finns listade i Catalogue of Life.